# Route 203 (Nouvelle-Écosse)
Pour les articles homonymes, voir Route 203.
La route 203 est une route secondaire de la Nouvelle-Écosse située dans l'extrême sud-ouest de la province, une vingtaine de kilomètres au nord-est de Yarmouth. Elle traverse une région principalement isolée et boisée, reliant Carleton à Shelburne. De plus, elle possède une longueur de 83 kilomètres, et est une route pavée sur l'entièreté de son tracé.

## Tracé
La 203 débute au nord-est de Yarmouth, dans le petit village de Carleton, sur la route 340. Elle commence par se diriger vers l'est pour rejoindre Kemptville, puis passant près de nombreux lacs, soit les lacs Mink, Halfway, Pearl, Kempt et Beaverhouse. Elle continue ensuite de se diriger vers l'est jusqu'à son 45e kilomètre environ, où elle tourne vers le sud. Elle traverse une région isolée dans cette section. Elle passe ensuite près du parc provincial Indian Fields, puis elle rejoint la région de Ohio, où elle traverse Lower Ohio, Ohio et Upper Ohio. Elle suit ensuite la rivière Roseway jusqu'à ce qu'elle croise la route 103, une des 2 routes reliant Yarmouth à Halifax, à une intersection en croix. Elle atteint finalement la route 3 au nord-ouest de Shelburne, où elle se termine.

## Intersections principales
| Route 203                |           |    |                                                |                           |
| Comté                    | Location  | km | Intersection/Destinations                      | Notes                     |
| Comté de Yarmouth        | Carleton  | 0  | R-340, Corberie, Weymouth, Deerfield, Yarmouth | extrémité ouest de la 203 |
| Comté de Shelburne       | Shelburne | 82 | R-103, Yarmouth, Bridgewater, Halifax          | sortie* 26 de la 103      |
| Comté de Shelburne       | Shelburne | 83 | R-3, Shelburne centre, Barrington              | extrémité sud de la 203   |
| *: Intersection à niveau |           |    |                                                |                           |